# 641
641 (DCXLI) je bilo navadno leto, ki se je po julijanskem koledarju začelo na ponedeljek.

## Dogodki
- Arabci zasedejo Egipt.

## Smrti
- 11. februar - Heraklij, bizantinski cesar (* okoli 575)
- 25. maj - Konstantin III., bizantinski cesar (* 612)